# PZL TS-11 Iskra
Il PZL TS-11 Iskra (in polacco scintilla) era un monomotore turbogetto da addestramento ad ala dritta prodotto dall'azienda polacca PZL.
Venne progettato all'inizio degli anni 1960 come alternativa ai cecoslovacchi Aero L-29 Delfin e Aero L-39 Albatros. Fu però l'L-29 ad essere scelto come velivolo d'addestramento per tutte le aviazioni militari dei paesi del Patto di Varsavia e l'Iskra venne impiegato solo dalla Polonia dove è tuttora in servizio. Alcuni esemplari vennero esportati in India.

## Versioni

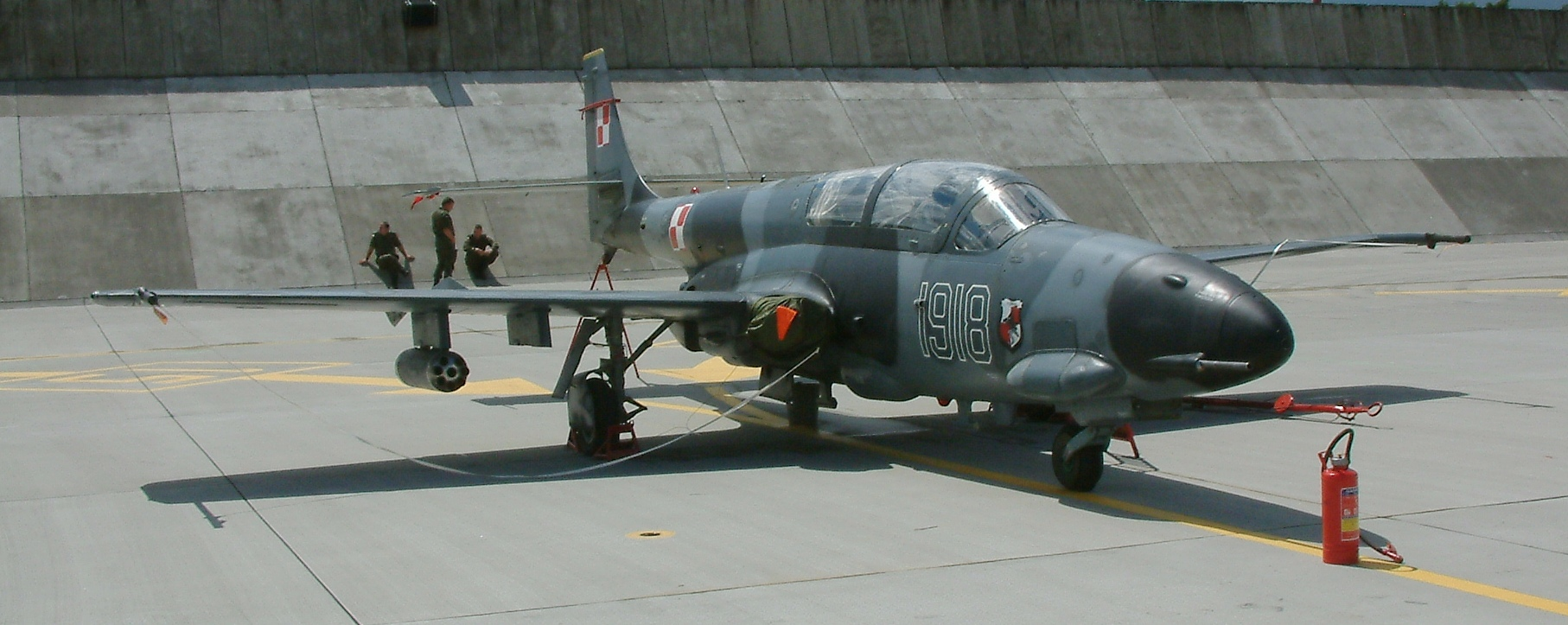
Un TS-11 Iskra R con i colori dell'aviazione militare polacca

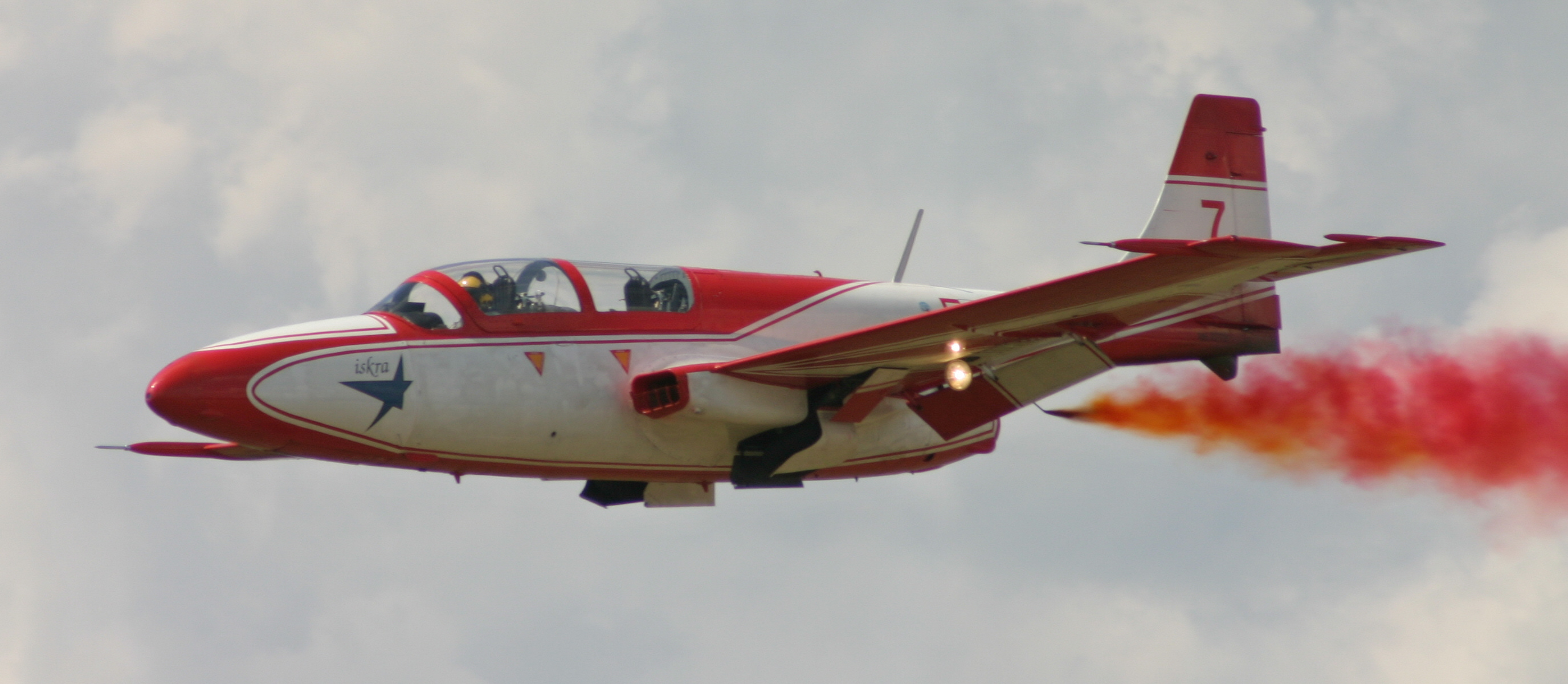
Un esemplare della pattuglia acrobatica Biało-Czerwone Iskry

TS-11 Iskra bis A
prima versione di produzione in serie; addestratore biposto.
TS-11 Iskra bis B / TS-11 Iskra 100
versione da addestramento biposto equipaggiata con piloni subalari.
TS-11 Iskra bis C / TS-11 Iskra 200 Art
versione fotoricognitore monoposto progettata nel 1971, equipaggiata con una fotocamera alloggiata nella parte inferiore della fusoliera e dotata di maggiore capacità combustibile; realizzata in 5 esemplari dal 1972 rimase operativa fino al 1983 e quindi convertita in addestratore.
TS-11 Iskra bis D / TS-11 Iskra 200 SB
versione da addestramento biposto realizzata nel 1973; 50 esemplari vennero ceduti all'indiana Bhartiya Vāyu Senā modificati per un maggiore capacità di carico utile.
TS-11 Iskra bis DF
versione da addestramento/ricognizione biposto realizzata nel 1974; predisposta per lequipaggiamento di armi più tre fotocamere.
TS-11 Iskra R
versione da ricognizione biposto imbarcata equipaggiata con radar di sorveglianza RDS-81; 6 esemplari convertiti nel 1991.
TS-11 Iskra BR 200
prototipo di versione monoposto da ricognizione/attacco leggero del 1972, non entrata in produzione.
TS-11 Iskra MR
TS-11 versione con avionica aggiornata agli standard ICAO, operativa nella pattuglia acrobatica Biało-Czerwone Iskry dal 1998.
TS-11 Iskra Jet / TS-11 Spark
dopo essere stato ritirato dal servizio, è stato disarmato e venduto per gli utenti privati negli Stati Uniti d'America, Australia ed altre nazioni come warbird apprezzato per la sua configurazione biposto e per la facile gestione.

## Utilizzatori
India
- Bhartiya Vāyu Senā

 Polonia
- Siły Powietrzne

In servizio dal 1964 al 2022.

## Velivoli comparabili
Stati Uniti
- Lockheed T-33 Shooting Star